# Висковатов, Павел Александрович
Па́вел Алекса́ндрович Вискова́тов (Висковатый; 24 ноября (6 декабря) 1842 — 16 (29) апреля 1905) — русский писатель, историк литературы, заслуженный профессор, славянофил.

## Биография
Сын военного историка Александра Васильевича Висковатова родился 24 ноября (6 декабря) 1842 года. Учился в Петербургском университете (1860—1862), затем — в Германии, где в 1866 году получил степень доктора философии в Лейпцигском университете за диссертацию о гуманисте Якове Вимпфелинге.
Вступил в службу 28 июля 1868 года и до 1871 года состоял чиновником по особенным поручениям при генерал-фельдмаршале князе А. И. Барятинском.
Некоторое время был преподавателем гимназии Видемана в Петербурге; редактировал газету «Русский мир».
С 1873 года стал преподавать в Дерптском университете, с 1880 года — профессор русской словесности. Читал лекции по истории русской, сербской, болгарской литератур. Был славянофилом, членом Санкт-Петербургского отделения Славянского благотворительного комитета; в своих лекциях и выступлениях пропагандировал русскую культуру.
В 1875 году написал либретто к опере «Демон» Антона Рубинштейна по одноимённой поэме Лермонтова, поставленной в Мариинском театре.
В 1881 году приезжал в Пятигорск для сбора свидетельских воспоминаний и бесед с людьми, близко знавшими М. Ю. Лермонтова. Стал автором первой биографии поэта, написанной на основе фактического материала.
В 1895—1905 годах был приват-доцентом кафедры русской словесности историко-филологического факультета Санкт-Петербургского университета.
Был утверждён 27 февраля 1896 года младшим цензором Центрального комитета цензуры иностранной. Со 2 ноября 1896 г. по 26 ноября 1901 г. состоял в должности старшего цензора.
С 1897 по 1899 годы был директором гимназии Видемана. С 1901 года — в отставке.
С 22 декабря 1889 года состоял в чине действительного статского советника. Был награждён российскими орденами: Св. Станислава 2-й ст. (1881), Св. Анны 2-й ст. (1885), Св. Владимира 3-й ст. (1898); а также иностранными орденами: прусским орденом Короны 2-й ст. (1871) и сербским орденом Таковского креста 2-й ст. (1882).
Главный предмет его занятий — биографии М. Ю. Лермонтова, чему посвящён ряд статей в «Русской мысли», «Русском вестнике», «Русской старине», «Вестнике Европы» и других журналах. Под редакцией П. А. Висковатова вышло в Москве (1891) собрание сочинений Лермонтова с первой научной биографией поэта. Написанная им биография Лермонтова, составившая шестой том редактированного им издания сочинений Лермонтова (Москва, 1891), ценна, главным образом, как сводка старательно собранных фактических данных. Редакция текста не отличается систематичностью и тщательностью приёмов.
Был женат на Екатерине Корсини (1838—1911), дочери М. А. Корсини.
Умер в Санкт-Петербурге 16 (29) апреля 1905 года. Похоронен на Смоленском православном кладбище.